# Гигантски камшичест скорпион
Гигантските камшичести скорпиони (Mastigoproctus giganteus) са вид паякообразни от семейство Камшичести скорпиони (Thelyphonidae).
Таксонът е описан за пръв път от Иполит Люка през 1835 година.